# 2012 Supernova
Série
2012: Doomsday
(2008) 2012 Ice Age
(2011)
Pour plus de détails, voir Fiche technique et Distribution.
2012 Supernova est un film catastrophe américain d'Anthony Fankhauser produit par The Asylum en 2009. Il est sorti directement en vidéo. C'est un mockbuster du film 2012 de Roland Emmerich.

## Synopsis
Une onde d'énergie incroyable menace la Terre à la suite de l'explosion d'une supernova. Cette dernière provoque de nombreux dérèglements climatiques, catastrophes naturelles et pluies de météorites qui s’abattent sur toute la planète. Calvin Rayan (Brian Krause), scientifique mondialement reconnu travaillant à la NASA, tente de trouver une solution avec son équipe de chercheurs pour empêcher la destruction totale de la Terre et sauver sa famille.

## Fiche technique
- Réalisateur : Anthony Frankhauser
- Scénario : Jon Macy (en) et John Willis III
- Effets spéciaux : Megan Nicoll
- Costumes : Nicole Hewitt
- Décors : Brent Turner
- Date de sortie : directement en vidéo[réf. nécessaire]

## Distribution
- Brian Krause : Kelvin
- Heather McComb : Laura
- Najarra Townsend : Tina
- Allura Lee : Docteur Kwang Ye
- Alan Poe : Dzerzhinsky
- Londale Theus : Capitaine Henreaux
- Stephen Schneider (en) : Capitaine James Moto
- Rob Ullett : Responsable à la NASA
- Dana Tomasko, Rick Dean, Pete Angelikus, William Joseph Hutchins, Doug Newman, Jeff Crabtree, Mays Jackson et Jerry Earr : Techniciens à la NASA
- J. Dedman et Henrik Ej Hermiz : Agents de l'USAF
- Malcom Scott : Président
- Britt Soderberg, Andrew Fetty et Brian Dodds : Soldats de la NASA
- Dorothy Drury : Agent Dunne
- Stafford Mills : Fermier Brown
- Kevin Ashworth : Carter
- Stephen Blackehart : Agent Greene
- Matthew Farhat : Lieutenant Shalah
- Melissa Leigh : Eden